# 足利惇氏
足利 惇氏（あしかが あつうじ、1901年〈明治34年〉5月9日 - 1983年〈昭和58年〉11月2日）は、日本のインド・ペルシア学者。第5代東海大学学長。京都大学・東海大学名誉教授。文学博士（京都大学、1949年）。日本オリエント学会会長。

## 人物
東京市本郷区駒込千駄木林町（現：東京都文京区千駄木）生まれ。インド学において業績を残すとともに日本に本格的なイラン学を導入した。東海大学付属図書館には『足利惇氏文庫』と冠して資料が所蔵されている。
関東公方系足利氏で旧喜連川藩家の足利子爵家当主。先代当主足利於菟丸と後妻ヒロの長男。前名・惇麿。妻は有馬頼寧の次女・澄。父の隠居に伴い、1935年（昭和10年）12月2日に子爵を襲爵した。死後、甥（惇氏の弟・宜麿の長男）の足利浩平が足利家を相続した。

## 来歴
- 1914年（大正3年） - 学習院初等科卒業[5]
- 1919年（大正8年） - 東京府立一中卒業
- 1927年（昭和2年） - 同志社大学文学部英文学科卒業。学位は文学士（同志社大学）。
- 1930年（昭和5年） - 京都帝国大学文学部講師
- 1942年（昭和17年） - 京都帝国大学助教授
- 1950年（昭和30年）- 京都大学文学部教授
- 1959年（昭和34年） - 第49回「学士院賞」
- 1962年（昭和37年）- 京都大学文学部部長
- 1965年（昭和40年）
  - 3月 - 京大を定年退官。
  - 4月 - 東海大学文学部長
- 1967年（昭和42年）4月 - 東海大学学長に就任[2]。
- 1970年（昭和45年）- 東海大学文学部長を退任。
- 1972年（昭和47年）勲二等瑞宝章を受章。
- 1975年（昭和50年）1月 - 東海大学学長を退任[2]。

## 著書ほか
- 『世界の歴史9 ペルシア帝国』講談社 1977年
- 『足利惇氏著作集』（全3巻）、東海大学出版会 1988年
  - 『1 イラン学』『2 インド学』『3 随想 思い出の記』。第3巻に追悼・回想記を収録
伊藤義教・岩本裕・井本英一・尚樹啓太郎・渡瀬信之編
- 『ペルシア宗教思想』 復刻・国書刊行会、1972年。初版は弘文堂教養文庫
- 日本オリエント学会編『オリエント学インド学論集 足利惇氏博士喜寿記念』 国書刊行会、1978年
- 『古代文明の謎と発見8 不死の信仰』 毎日新聞社、1978年。編著、他に共著で論考多数

## エピソード
- 学習院初等科では、昭和天皇と同級生であった。
- 足利尊氏が「逆賊」とされた戦前の皇国史観全盛期には、その子孫であることから歴史の授業で南北朝時代の単元に入った時に同級生の敵意ある視線にさらされ、歴史の授業が苦痛だったという[6]。